# Ozuna
Juan Carlos Ozuna Rosado (San Juan, 13 maart 1992), beter bekend onder zijn artiestennaam dan wel achternaam Ozuna, is een Puerto Ricaanse zanger en rapper.
Sinds het begin van zijn carrière heeft Ozuna circa 15 miljoen albums verkocht, waardoor hij een van de bestverkopende Latijns-Amerikaanse artiesten aller tijden is. Hij won twee Latin Grammy Awards, vijf Billboard Music Awards, twaalf Billboard Latin Music Awards en vier Guinness World Records.
Zijn muziekvideo's werden gezamenlijk meer dan 23 miljard keer bekeken (geraadpleegd mei 2023).

## Vroege jaren
Ozuna werd geboren in San Juan en groeide op in een arme en gewelddadige omgeving. Toen hij drie jaar oud was, werd zijn Dominicaanse vader doodgeschoten. Zijn Puerto Ricaanse moeder was te arm om hem verder op te voeden, waardoor Ozuna bij zijn oma van vaderskant ging wonen. Van haar kreeg hij op strenge wijze de christelijke normen en waarden mee. Op 12-jarige leeftijd besloot Ozuna dat hij alles op alles ging zetten om door te breken als zanger. Later ging hij bij een lokale bar werken, waar zijn eerste optredens plaatsvonden. In de hoop te kunnen ontsnappen aan het geweld en de armoede, verhuisde Ozuna in 2010 naar Washington Heights in Upper Manhattan, New York. Hij vond de buurt echter te veel lijken op zijn geboorteplaats, waardoor hij na drie jaar terugkeerde naar Puerto Rico.

## Carrière
In 2012 verscheen Ozuna's eerste nummer, 'Imaginando'. Het trok de aandacht van platenlabels en leidde tot samenwerkingen met Daddy Yankee en Anuel AA. Voordat Ozuna in 2017 tekende bij Sony Music Latin bracht hij diverse singles uit. 'Dile que tu me quieres' zou zijn grote doorbraak worden. De single bereikte in de Verenigde Staten de top 10. Inmiddels is het nummer op Spotify meer dan 400 miljoen keer gestreamd, de muziekvideo op YouTube meer dan 800 miljoen keer bekeken. Zijn debuutalbum Odisea volgde in de zomer van 2017. Op dat moment stonden er acht singles in de hitlijst waar Ozuna aan mee had gewerkt. Het album werd elf keer platina en stond 46 weken op nummer 1.
Tot nu toe verschenen er vijf studioalbums, die allen de nummer 1-positie bereikte van de Billboard's Latin Albums-hitlijst. Zijn tweede album Aura (2018) bereikte daarnaast de top 10 van de Billboard 200. Ozuna's muziekstijl laat zich het beste omschrijven als een mix van reggaeton en trap, maar hij werkte ook samen met artiesten uit andere Latin-genres. Zijn samenwerking met DJ Snake, Cardi B en Selena Gomez voor de single 'Taki Taki' werd viervoudig platina gecertificeerd. Het nummer werd meer dan een miljard keer gestreamd, de muziekvideo meer dan twee miljard keer bekeken.
Andere grote hits waren onder meer de samenwerkingen met Nicky Jam en Bad Bunny ('Te boté'; 2,3 miljard views en 900 miljoen streams), Natti Natasha ('Criminal'; 2,3 miljard views en 700 miljoen streams), Cardi B ('La modelo'; 500 miljoen views en 250 miljoen streams) en Rosalía ('Yo x Ti, Tu x Mi'; 440 miljoen views en 430 miljoen streams).
Ook solo boekte Ozuna veel succes, onder meer met 'Se preparó' (1,5 miljard views, 600 miljoen streams) en 'Tu foto' (880 miljoen views, 395 streams).